# Prix Procter & Gamble
Le prix Procter & Gamble est remis par l'American Chemical Society, il s'appelait autrefois le prix Kendall Company.

## Lauréats
- 1954 - Harry N. Holmes
- 1955 - John W. Williams
- 1956 - Victor K. La Mer
- 1957 - Peter J.W. Debye
- 1958 - Paul H. Emmett
- 1959 - Floyd E. Bartell
- 1960 - John D. Ferry
- 1961 - Stephen Brunauer
- 1962 - George Schatchard
- 1963 - William A. Zisman
- 1964 - Karol J. Mysels
- 1965 - George W. Halsey, Jr.
- 1966 - Robert S. Hansen
- 1967 - Stanley G. Mason
- 1968 - Albert C. Zettlemoyer
- 1969 - Terrell L. Hill
- 1970 - Jerome Vinograd
- 1971 - Milton Kerker
- 1972 - Egon Matijevic
- 1973 - Robert L. Burwell, Jr.
- 1974 - W. Keith Hall
- 1975 - Robert Gomer
- 1976 - Robert J. Good
- 1977 - Michael Boudart
- 1978 - Harold A. Scheraga
- 1979 - Arthur W. Adamson
- 1980 - Howard Reiss
- 1981 - Gábor A. Somorjai
- 1982 - Gert Erlich
- 1983 - Janos H. Fendler
- 1984 - Brian E. Conway
- 1985 - Stig E. Friberg
- 1986 - Eli Ruckenstein
- 1987 - John T. Yates, Jr.
- 1988 - Howard Brenner
- 1989 - Arthur T. Hubbard
- 1990 - J. Michael White
- 1991 - W. Henry Weinberg
- 1992 - David C. Whitten
- 1993 - D. Wayne Goodman
- 1994 - J. Kerry Thomas
- 1995 - Thomas Engel
- 1996 - T. G. M. van de Ven
- 1997 - Harden M. McConnell
- 1998 - Eric W. Kaler
- 1999 - Nicholas J. Turro
- 2000 - Darsh T. Wasan
- 2001 - Charles T. Campbell
- 2002 - Charles Knobler
- 2003 - Clayton Radke
- 2004 - Joseph Zasadzinski
- 2005 - Paul Alivisatos
- 2006 - Alice Gast
- 2007 - William Russel
- 2008 - Lee White
- 2009 - Jacob Israelachvili
- 2010 - Moungi G. Bawendi
- 2011 - Dennis C. Prieve

## Source
- Liste des lauréats sur le site de l'ACS